# 2019冠状病毒病疫情相关慈善活动
COVID-19疫情沉重打击了国际经济。因此，众多组织、个人、宗教组织、以及政府开展了一系列慈善活动，例如捐助和演唱会，来帮助减少经济衰退带来的影响。

## 名人
2020年4月18日，Lady Gaga、艾爾頓·約翰、史蒂维·旺德、安德烈·波伽利等知名明星参加了世界卫生组织所举办的线上音乐节，以此来支持组织公益基金的筹集。音乐会鼓励慈善家和公司捐赠公益基金。在世界健康日，爱尔兰YouTube博主Jacksepticeye组织了“#从家里传递的希望”（#HopeFromHome）项目，将来自YouTube、Facebook、Twitter和TikTok的艺人、公众人物、游戏主播和其他博主聚集在一起。所有此项目的参与者通过Tiltify这个平台，为慈善组织筹集了共1,700万美元的善款，这些善款均匀地分配给联合劝募组织、世卫组织COVID-19团结应急资金（the United Nations Foundation for Covid-19 Solidarity Response Fund for the WHO）和喜剧救济。
为向WHO捐赠善款，其他一些名人围绕着疫情创立衣服生产线，像哈利风格体恤运动和瑞恩雷诺茨和布莱克莱弗利体恤运动。米莎柯林斯改期了他为期一周的寻宝活动；GISH（世界上最大的国际寻宝游戏），改成了为期一天的收费居家寻宝游戏，这些注册费会被用来给由于疫情居家隔离所失去食物来源的孩子们。
NBA（美国职业篮球联赛）夏洛特黄蜂队球员俾斯麦比永博捐赠了价值超100万美金的医疗用品给他的故乡刚果民主共和国，新奥良鹈鹕前锋锡安威廉姆斯通过社交媒体instagram来宣布他将会在没有比赛由于疫情期间停止的时候帮助所有在团队体育场工作的人提供工资。

## 公司
星巴克向近期建立的“星巴克全球连锁紧急救助计划”投入一千万美元去帮助那些受疫情影响而陷入困境的员工；推特的CEO杰克·帕特里克·多西从Squre系统上取出近10亿美元抵押资产投入他的Start Small有限公司以为全球提供救济金； 费城老鹰队和其队长杰弗里·卢里共捐款200万美元救济金；同时，为支持抗议活动，抖音、脸书、谷歌各向众多组织捐赠了3.75亿美元、2.2亿美和8亿美元。
一些公司推出了以义卖为目的的各种特定产品，将其100%收入捐赠给抗疫组织。PopSockets公司将他们小批生产的产品收入捐赠给了“Doctors Without Borders”和“ Feeding America”组织；一家位于休士顿的珠宝品牌“Golden Thread ”将他们一部分收入捐赠给了“Feeding America”的合作组织“Houston Food Bank”；Igloo空调电器公司宣布他们会将连续30天的收入百分百捐赠给CDC组织的筹资活动（CDC Foundation Coronavirus Response Fund）。
武汉市疫情爆发时期，为支援武汉的一线医护人员，2020年1月24日，当地的酒店业人士自发组织“武汉医护酒店支援群”，征集不带中央空调的酒店自愿为武汉地区各大医院的一线医护人员免费提供住宿。截至当日下午4时，自愿加入支援的酒店已经达到近120家。
抖音同时也在软件主页添加了一个“捐款贴纸”功能，让用户将其添加在上传的视频上，点击即可进入一个捐款页面，以鼓励用户在疫情期间向慈善组织捐款。
在香港，有不少餐廳（於疫情期間加入「全城同步支援醫護人員」行動。讓醫生、護士享有餐飲優惠或免費用餐，向為抗疾不為餘力的人士致敬。

## 非盈利组织
由于大流行导致失业率上升，许多提供粮食供给的非营利组织创建了粮食分配计划，以缓解当地粮食银行的压力。非盈利性组织（如Feeding America，World Central Kitchen和Half-Table Man Disasters）会致力于将食品直接分发给个人或食品银行。
其他组织，例如世界卫生组织，敦促将捐赠的款项交给COVID-19 Solidarity Response Fund，这是一个中央基金，旨在帮助全球范围内的关键应急工作。作为一项用于基本药物费和基本生活费的应急基金，The Actors Fund通过在Youtube上现场直播由拉明·卡里姆鲁，塞拉·博格斯和哈德利·弗雷泽主演的电影 《The Phantom of the Opera at London's Royal Albert Hall》来提供娱乐和筹款。
为了避免对他们关照的动物产生负面影响，全世界的当地动物收容所和救援组织都减少了服务，并在大流行期间惩罚动物的收养或饲养。出于社会或健康方面的考虑，庇护所利用减少社区动物来帮助将省出来的宠物食品分发给那些无法为宠物购买食品的人。
一些组织仍然部分开放，以帮助该地区重要雇员的家属或无家可归者。基督教青年会在某些地区为无家可归的人群在某些时段开放了洗手间和淋浴设施，根据学区清单为儿童创建了活动包，并为基本工人提供了托儿服务，同时要求捐款以抵消费用。

## 引用
1. ↑  Bowman, Emma. . NPR. 2020-04-18  [2020-04-20]. （原始内容存档于2020-04-20）.
2. ↑  . France 24. 2020-04-19  [2020-04-20]. （原始内容存档于2020-04-20）.
3. ↑  Bundy, Austen. . CNN.   [2020-04-20]. （原始内容存档于2020-04-22）.
4. ↑  Kaufman, Gil. . Billboard. 2020-04-07  [2020-04-20]. （原始内容存档于2020-04-23）.
5. ↑  Vincent, Brittany. . MTV News. 2020-04-17  [2020-04-20]. （原始内容存档于2020-04-21）.
6. ↑  Mason, Jessica. . themarysue.com. 2020-04-20  [2020-04-21]. （原始内容存档于2020-04-23）.
7. ↑  . Glamour. 2020-04-19  [2020-04-20]. （原始内容存档于2020-04-20）.
8. ↑   (新闻稿). Starbucks. 2020-04-08  [2020-04-20]. （原始内容存档于2020-04-20）.
9. ↑  Statt, Nick. . The Verge. 2020-04-07  [2020-04-20]. （原始内容存档于2020-04-15）.
10. ↑  Zangaro, Dave. . NBC10 Philadelphia. 2020-04-21  [2020-04-21]. （原始内容存档于2020-07-29）.
11. ↑  Wallace, Anne. . Deseret News. 2020-04-09  [2020-04-22]. （原始内容存档于2020-04-17）.
12. ↑  Fox, Caroline. . Business Insider.   [2020-04-20]. （原始内容存档于2020-04-16）.
13. ↑   (新闻稿). Igloo. 2020-03-19  [2020-04-22]. （原始内容存档于2020-07-27） –Business Wire.
14. ↑  . www.thepaper.cn.   [2021-05-12]. （原始内容存档于2020-01-27）.
15. ↑  Porter, Jon. . The Verge. 2020-04-28  [2020-08-05]. （原始内容存档于2020-07-27）.
16. ↑  Lee, LorLor. . HK 港生活.   [2021-05-12]. （原始内容存档于2021-05-12） （中文（香港））.
17. ↑  . OpenRice 香港開飯喇.   [2021-05-12]. （原始内容存档于2021-05-13） （中文（香港））.
18. ↑  Giordano, Medea. . Wired. 2020-04-18  [2020-04-20]. ISSN 1059-1028. （原始内容存档于2020-04-18）.
19. ↑  . World Health Organization.   [2020-04-20]. （原始内容存档于2020-04-20）.
20. ↑  Kiefer, Halle. . Vulture. 2020-04-18  [2020-05-09]. （原始内容存档于2020-04-24） （美国英语）.
21. ↑  Vongkiatkajorn, Kanyakrit; Daily, Laura. . The Washington Post. 2020-04-06  [2020-04-19]. （原始内容存档于2020-04-18）.
22. ↑  Pritchett, Valerie. . ABC27. 2020-04-20  [2020-04-21]. （原始内容存档于2020-04-21）.
23. ↑  Lord, Shaquille. . WLKY. 2020-04-21  [2020-04-21]. （原始内容存档于2020-04-25）.
24. ↑  Oberlin, Amy. . KPCNews. 2020-04-20  [2020-04-21]. （原始内容存档于2020-04-20）.
25. ↑  . KOSA.   [2020-04-21]. （原始内容存档于2020-04-20）.